# Appui ischiatique

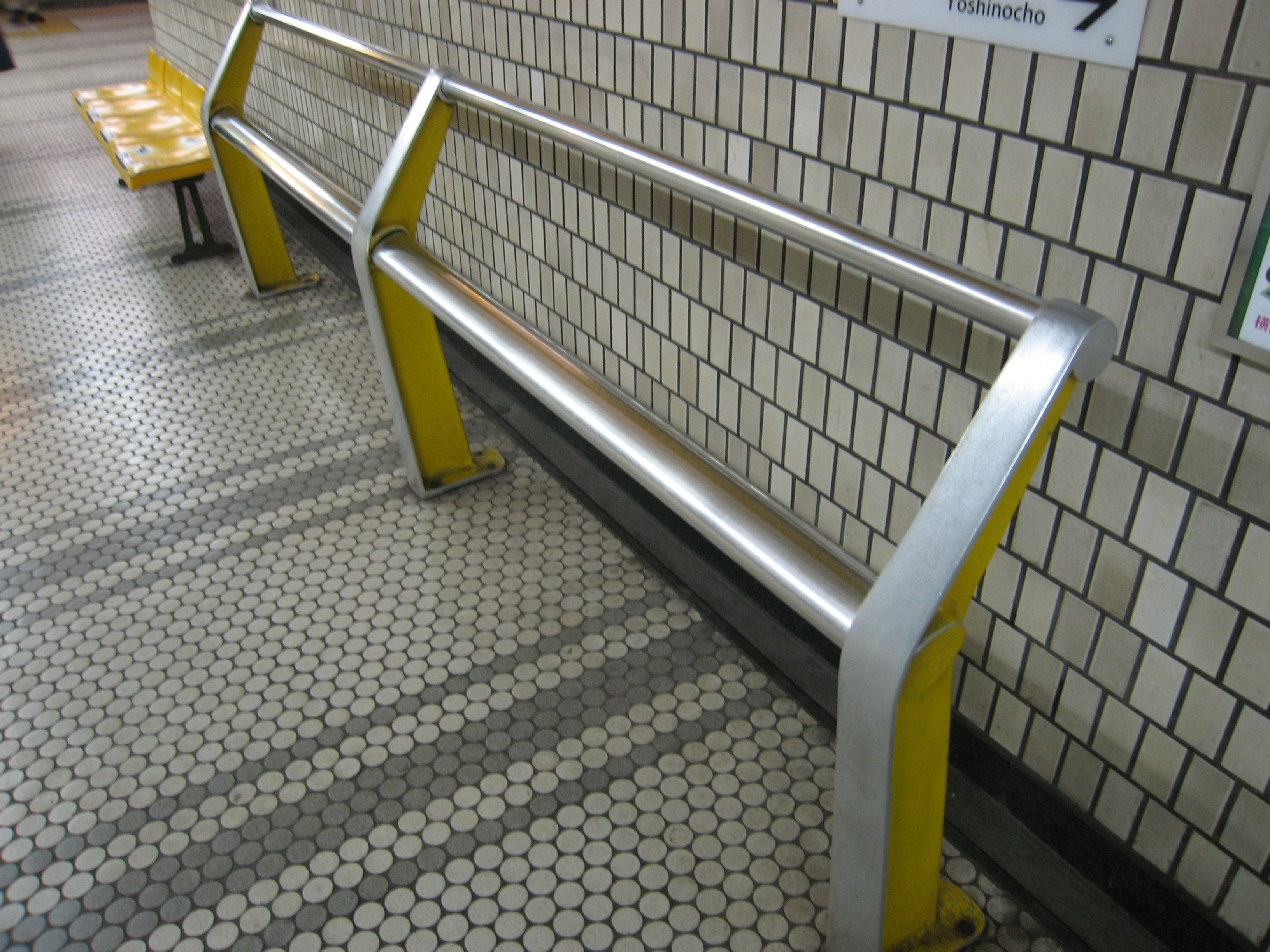
Appui ischiatique dans le métro à Yokohama.

Un appui ischiatique ou banc assis-debout est un mobilier urbain présent notamment dans les transports en commun. Un banc assis-debout ne permet pas de s'asseoir aisément, il est ainsi utilisé pour limiter l'occupation de ces espaces par des personnes sans-abri ou de groupes de personnes, en remplacement de bancs. C'est un exemple d'architecture hostile.
Ils sont appréciés des aînés ou de certaines personnes à mobilité réduite mais leur usage est malaisé pour les femmes enceintes, les personnes en situation de handicap ou les personnes en surpoids.